# Moonwalker
Moonwalker (ang. Michael Jackson’s Moonwalker) – amerykańska eksperymentalna antologia filmowa z 1988 roku, w której rolę główną odgrywa Michael Jackson. Film jest kompilacją filmów służących jako teledyski do utworów z albumu Bad. Tytuł filmu nawiązuje do moonwalku, tańca spopularyzowanego przez Jacksona.

## Fabuła
Film jest antologią filmów ukazujących Michaela Jacksona, jego drogę do kariery oraz filozofię życia.

### Man in the Mirror
Prezentuje on Michaela Jacksona wykonującego utwór Man in the Mirror podczas swej trasy koncertowej Bad World Tour na Stadionie Wembley. Nagranie z koncertu przeplata się z materiałami archiwalnymi klęski głodu w Afryce, Martina Luthera Kinga, Matki Teresy, Mahatmy Gandhiego, Nelsona Mandeli, Desmonda Tutu, braci Kennedych, Lecha Wałęsy i marszu dla Johna Lennona.

### Retrospective
10-minutowy film biograficzny nt. Jacksona, zaczynając od jego początku w grupie The Jackson 5 aż do Bad World Tour. Na ten segment składają się urywki z nagrań występów muzycznych i wcześniejszych teledysków z udziałem Jacksona.

### Badder
Parodia teledysku Bad, w którym role dorosłych grają dzieci. W roli tancerzy wystąpili m.in. bratankowie Jacksona – Jermaine Jackson Jr., T.J. Jackson i Taryll Jackson, a także młoda Nikki Cox i grupa piosenkarzy dziecięcych – The Boys.

### Speed Demon
Po nagraniu Badder mały Michael Jackson w towarzystwie ochroniarzy (też jako dzieci) opuszczają plan zdjęciowy. Przechodząc przez chmurę dymu stają się ponownie dorośli i zauważeni przez nawiedzonych fanów Jacksona żądnych jego autografów. Jackson nie tylko musi uciekać przed fanami, ale i przypominającymi mafię paparazzi oraz wściekłymi aktorami kręconego westernu, na którego plan wpadł przez przypadek. Chowając się w charakteryzatorni przed prześladowcami znajduje kostium królika imieniem Spike i ucieka na motocyklu ze studia filmowego. Fani, paparazzi i aktorzy westernu rozpoznają go i ścigają go po mieście, jednak Jacksonowi udaje się ich wykiwać zmieniając się w różne osoby.
Po długim pościgu prześladowcy Jacksona / Spike’a zostają aresztowani przez policję. Niepokojony przez nikogo Jackson jedzie na pustynię i zdejmuje kostium. Gdy zamierza opuścić, kostium materializuje się jako Spike i wyzywa go na taneczny pojedynek. Walkę wygrywa Jackson, którego radość psuje policjant drogówki wypisujący mu mandat za złamanie zakazu tańca w tym rejonie. Jackson próbuje mu się wytłumaczyć, ale zauważa, że Spike zniknął. Policjant sarkastycznie każe mu dać „autograf” na mandacie. Tuż przed odjazdem Jacksona, twarz Spike’a materializuje się w formacji skalnej i obaj wymieniają się uśmiechami.

### Leave Me Alone
Teledysk do singla Leave Me Alone będący odpowiedzią Jacksona na ataki ze strony prasy, które nasiliły po sukcesie Thrillera. Jackson jest przedstawiony jako fundamenty wesołego miasteczka, zaś prasa jako psy jako symbol ich zezwierzęcenia. Sarkastycznie pokazane są doniesienia mediów nt. zbudowania świątyni poświęconej Elizabeth Taylor czy zakupu szkieletu Josepha Merricka. W teledysku pojawiają się szympans Bubbles oraz wąż Muscle należące do Jacksona. Teledysk kończy się powstaniem Jacksona z jednoczesnym zniszczeniem wesołego miasteczka, który spogląda w dal.

### Smooth Criminal
Trójka bezdomnych dzieci – Katie, Sean i Zeke skradają się po wielkim mieście i widzą swego starszego przyjaciela – Michaela wychodzącego ze swego mieszkania. Wkrótce Michael jest ostrzeliwany przez bandytów. W retrospekcji Michael gra w piłkę ze swymi dziecięcymi przyjaciółmi na łące. Gdy ich pies Skipper ucieka do lasu, Michael i Katie idą go szukać. Przypadkiem odkrywają kryjówkę Mr. Biga – gangstera, który pragnie zawładnąć nad światem i doprowadzić wszystkie dzieci do uzależnienia od produkowanych przez niego narkotyków. Podsłuchujący go Michael i Katie zostają zdemaskowani i ledwo udaje się im uciec.
Historia wraca do czasów obecnych, gdzie Mr. Big chce zabić Michaela, nim ten pokrzyżuje jego plany. Po wyczerpującym się pościgu Michael zauważa spadającą gwiazdę i zmienia się w auto Lancia Stratos i ucieka ludziom Mr. Biga. W tym samym czasie dzieci zjawiają się w opuszczonym klubie Club 30’s, gdzie mieli się spotkać z Michaelem. Wkrótce Katie widzi sylwetkę transformującego się Michaela, który wchodzi do klubu, tym razem zapełnionego gangsterami z lat 30. XX wieku. Michael Jackson wobec tego uruchamia szafę grającą i tańczy z bywalcami klubu do piosenki Smooth Criminal.
Mr. Big ze swymi ludźmi otacza klub i każe go ostrzelać. Podczas wymiany ognia Katie zostaje porwana. Michael wraz Seanem i Zeke’em idą do kryjówki Mr. Biga, który przetrzymuje Katie. Grozi Michaelowi, że da jej zastrzyk silnie uzależniającego narkotyku. Katie udaje się wyrwać na momentu przestępcy, rozkazuje ją zabić, a potem Michaela. Gdy pojawia się spadająca gwiazda Michael zmienia się w gigantycznego robota bojowego i rozprawia się z ludźmi Mr. Biga. Po tym zmienia się w latający statek i spotyka się z dziećmi, jednak zostaje zestrzelony przez wielkie działo laserowe sterowane przez Mr. Biga. Dzieci są następnym celem, jednak latający statek pojawia się i zabija promieniem Mr. Biga. Latający statek odlatuje na niebie i znika w gwiazdach. Katie stwierdza, że Michael ich opuścił.

### Come Together
Sean, Katie i Zeke wracają do miasta zasmuceni tym, że Michaela już z nimi nie ma. Zeke pokazuje reszcie papierową spadającą gwiazdę mającą przypominać o Michaelu. Katie odchodzi zapłakana i wyrzuca papierową gwiazdę. Siedząc w kącie życzy, by Michael wrócił. Nagle z mgły pojawia się Michael i jednoczy się z przyjaciółmi. Zabiera ich z powrotem do Club 30’s, gdzie zostają przetransportowani do kulisów sceny koncertowej. Dzieci spotykają się z kolegą Michaela – Frankiem DiLeo, który przekazuje im odnalezionego Skippera. Michael jest eskortowany na scenę, gdzie przed publicznością wykonuje cover Come Together The Beatles. Zaś dzieci w towarzystwie Franka DiLeo oglądają koncert zza kulis.

## Obsada
- Michael Jackson – 
  - on sam,
  - Michael (Smooth Criminal / Come Together),
  - królik Spike (Speed Demon)
- Joe Pesci – Frankie „Mr. Big” Lideo (Smooth Criminal)
- Kellie Parker – Katie (Smooth Criminal / Come Together)
- Sean Lennon – Sean (Smooth Criminal / Come Together)
- Brandon Quintin Adams – 
  - Zeke (Smooth Criminal / Come Together),
  - mały Michael Jackson (Badder)
- Cindera Che – azjatycka mafiosa (Smooth Criminal)
- Frank DiLeo – on sam (Come Together)
- Jennifer Batten – ona sama (Come Together)
- Jermaine Jackson Jr. – tancerz (Badder)
- T.J. Jackson – tancerz (Badder)
- Taryll Jackson – tancerz (Badder)
- Nikki Cox – tancerka (Badder)
- The Boys – tancerze (Badder)
- Clancy Brown – policjant drogówki (Speed Demon)
- Paul McMichael – Biff / Tyrone (głos, Speed Demon)
- Paul Reubens – Michael Jackson jako Pee-Wee Herman (głos, Speed Demon)
- Elizabeth Taylor – ona sama (materiały archiwalne, Leave Me Alone)

## Utwory wykorzystane w filmie
Oto lista utworów Michaela Jacksona, które zostały wykorzystane w filmie:
- „Music and Me”
- „I Want You Back”
- „ABC”
- „The Love You Save”
- „Who's Lovin' You”
- „Ben”
- „Dancing Machine”
- „Blame It on the Boogie”
- „Shake Your Body (Down to the Ground)”
- „Rock with You”
- „Don’t Stop ’Til You Get Enough”
- „Can You Feel It”
- „Human Nature”
- „Beat It”
- „Thriller”
- „Billie Jean”
- „State of Shock”
- „We Are the World”
- „The Way You Make Me Feel”
- „Dirty Diana”
- „Man in the Mirror”
- „Come Together”
- „Smooth Criminal”
- „Leave Me Alone”
- „Speed Demon”